# Sistema de gestión de contenidos
Un sistema de gestión de contenidos o gestor de contenidos, también conocido por las siglas CMS (del inglés content management system), es un programa informático que permite la creación y administración de contenidos digitales, principalmente en páginas web, por parte de los administradores, editores, participantes y demás usuarios.
Un gestor de contenidos cuenta con una interfaz que controla una o varias bases de datos donde se aloja el contenido del sitio web. El sistema permite manejar de manera independiente el contenido y el diseño. Así, es posible manejar el contenido y darle en cualquier momento un diseño distinto al sitio web sin tener que darle formato al contenido de nuevo, además de permitir la fácil y controlada publicación en el sitio a varios editores. Un ejemplo clásico es el de editores que cargan el contenido al sistema y otro de nivel superior (moderador o administrador) que permite que estos contenidos sean visibles a todo el público (los aprueba).

## Historia
Los primeros sistemas de administración o de gestión de contenidos, fueron desarrollados por organizaciones que publicaban una gran cantidad de contenido en Internet y necesitaban de continuas actualizaciones, como revistas en línea, periódicos y publicaciones corporativas. 
En 1995, el sitio de noticias tecnológicas CNET sacó su sistema de administración de documentos y publicación, y creó una compañía llamada Vignette, pionero de los sistemas de administración de contenido comercial.
La evolución de Internet hacia portales con más contenido y la alta participación de los usuarios directamente a través de blogs y redes sociales, han convertido a los gestores de contenidos en una herramienta esencial en Internet, tanto para empresas e instituciones como para personas.
Los wikis y los sistemas groupware también son considerados CMS.
Hoy en día existen sistemas desarrollados en software libre y software privativo. En ambos casos es necesaria una implantación para adaptar el gestor de contenidos al esquema gráfico y funcionalidades deseadas. Para ciertos gestores existen muchas plantillas disponibles que permiten una sencilla implantación de la parte estética por parte de un usuario sin conocimientos de diseño. Los paradigmas de este caso son WordPress y Joomla, gestores sobre los que hay una gran comunidad de desarrolladores de extensiones (módulos, complementos, plugins, etcétera) y plantillas.

## Gestión del contenido
Todo Sistema Gestor de Contenidos realiza el siguiente proceso de gestión:
- Creación de la información.- es el proceso mediante el cual el usuario genera una nueva información para ser puesta a disposición del público. Se puede generar información de tipo texto, gráficos, imágenes, etc.
- Presentación de la información
- Publicación de la Información
- Mantenimiento de la Información.- es la actualización dentro de la cual se puede editar borrar un determinado contenido.

## Otras consideraciones iniciales
Entendido como un sistema de soporte a la gestión de contenidos ya que, en realidad, son las estrategias de comunicación las que realmente llevan a gestionar contenidos y publicidad de forma efectiva. Los sistemas informáticos pueden a lo sumo proporcionar las herramientas necesarias para la publicación en línea, o bien incluir servicios de soporte a la toma de decisiones por lo que a la gestión de contenidos se refiere.
El gestor de contenidos se aplica generalmente para referirse a sistemas de publicación, pudiendo subestimarse las funcionalidades de soporte y mantenimiento, en detrimento de las funcionalidades relacionadas con la optimización de los tiempos de publicación. La correcta implantación del sistema, con arreglo a las necesidades del cliente es necesaria, y es necesario entender el proyecto de un portal web en el seno de un proyecto de comunicación estructurado y bien planteado.
La elección de la plataforma correcta será vital para alcanzar los objetivos del cliente, ya que exentan particularidades diferenciales tanto en su adaptabilidad a esquemas gráficos como la posible integrabilidad de funcionalidades y extensiones adicionales.
El posicionamiento en buscadores está relacionado con el volumen de contenidos de un portal y con la forma en la que este se presenta. Es importante tener eso en cuenta para la estructura del portal para garantizar un correcto posicionamiento orgánico.

## Funcionamiento
Un sistema de administración de contenidos siempre funciona en el servidor web en el que esté alojado el portal. El acceso al gestor se realiza generalmente a través del navegador web, y se puede requerir el uso de FTP para subir contenido.
Cuando un usuario accede a una URL, se ejecuta en el servidor esa llamada, se selecciona el esquema gráfico y se introducen los datos que correspondan de la base de datos. La página se genera dinámicamente para ese usuario, el código HTML final se genera en esa llamada. Normalmente se predefinen en el gestor varios formatos de presentación de contenido para darle la flexibilidad a la hora de crear nuevos apartados e informaciones.

## Gestión de usuarios
Dependiendo de la plataforma elegida se podrán escoger diferentes niveles de acceso para los usuarios; yendo desde el administrador del portal hasta el usuario sin permiso de edición, o creador de contenido. Dependiendo de la aplicación podrá haber varios permisos intermedios que permitan la edición del contenido, la supervisión y reedición del contenido de otros usuarios, etcétera.
El sistema de gestión de contenidos controla y ayuda a manejar cada paso de este proceso, incluyendo las labores técnicas de publicar los documentos a uno o más sitios. En muchos sitios con estos sistemas una sola persona hace el papel de creador y editor, como por ejemplo en los blogs personales.

## Tipos de gestores de contenidos
Los gestores de contenido se pueden clasificar según diferentes criterios:
Por sus características
- Según el lenguaje de programación empleado, por ejemplo:
  - Active Server Pages,
  - Java,
  - PHP,
  - ASP.NET,
  - Ruby On Rails,
  - Python,
  - PERL.
- Según la licencia:
  - Código abierto,
  - Software propietario.

Por su uso y funcionalidad
- Blogs: para páginas personales.
- Foros: para compartir opiniones.
- Wikis: para el desarrollo colaborativo.
- Enseñanza electrónica: plataforma para contenidos de enseñanza en línea.
- Comercio electrónico: plataforma de gestión de usuarios, catálogo, compras y pagos.
- Publicaciones digitales.
- Difusión de contenido multimedia.
- Propósito general.
- Aplicación móvil: plataformas de gestión de aplicaciones móviles.

Otras clasificaciones según su funcionalidad diferencian entre contenidos empresariales (ECM), contenidos web (WCM), documentos y contenidos multimedia (DMS) y contenidos para el aprendizaje (LCMS).

## Características de un CMS
Los sistemas de gestión de contenidos se definen por las siguientes particularidades, muchas de las cuales son, a su vez, grandes ventajas:
- Uso intuitivo y fácil para simplificar la edición y publicación de contenidos. No se requieren conocimientos de programación.
- Configuración flexible y personalizada a través de múltiples opciones.
- Velocidad y rendimiento elevados gracias a su excelente capacidad para el desarrollo de tareas.
- Seguridad presente gracias a opciones como aprobación de contenido, verificación de correo electrónico, historial de login o registro de auditoría, entre otras.
- Medios de soporte para ayudar a los usuarios a la resolución de dudas y problemas.
- Administración sencilla del sitio, que se hace posible mediante diversas funciones.[5]

## Iniciativas de estandarización
Dentro de los portales se han realizado procesos de estandarización encaminados a la homogeneización en las interfaces de programación de los mismos de tal manera que un servicio desarrollado para un portal pueda ejecutarse en cualquier otro portal compatible con el estándar. El objetivo es obtener portales interoperables evitando desarrollo propietarios. 
Las dos iniciativas más importantes son la Portlet Specification API, y la Content Repository API.

## Ventajas y oportunidades
El gestor de contenidos facilita el acceso a la publicación de contenidos a un rango mayor de usuarios. Permite que sin conocimientos de programación ni maquetación cualquier usuario pueda añadir contenido en el portal web.
Además permite la gestión dinámica de usuarios y permisos, la colaboración de varios usuarios en el mismo trabajo, la interacción mediante herramientas de comunicación.
Los costes de gestión de la información son mucho menores ya que se elimina un eslabón de la cadena de publicación, el maquetador. La maquetación es hecha al inicio del proceso de implantación del gestor de contenidos.
La actualización, backup y reestructuración del portal son mucho más sencillas al tener todos los datos vitales del portal, los contenidos, en una base de datos estructurada en el servidor.

## Ejemplos de CMS por ámbito habitual de empleo
| Blogs: - b2evolution - Blogger - Movable Type - Nucleus CMS - Rapid CMS - Simple PHP Blog - Textpattern - WordPress | Foros: - miniBB - MyBB - phpBB - punBB - Simple Machines Forum | Galerías: - Coppermine - Gallery - Gallery 2 - rapid_CMS | Wikis: - Dokuwiki - MediaWiki - Pmwiki - TiddlyWiki - WikkaWiki - Desired - Moinmoin - Gitit - hatta Wiki - Ikiwiki - Tikiwiki - FOSwiki - XWiki | Educación: - Chamilo - Claroline - Mahara - Moodle - Treballs | Comercio: - Kentico CMS - Magento - OpenCart - osCommerce - PrestaShop - Shopify - Zen Cart | Almacenamiento de archivos: - Dataprius - ownCloud - Nextcloud | Portales: - Apache Lenya - ASPInvision - Comitium Suite - Content-SORT - Drupal - Envolution - Jaws - Joomla! - Kentico CMS - Liferay - Mambo - myphpnuke - Nukes - PHP-Nuke - Plog - Plone - Portix - PostNuke - Relevant CMS - Rubedo CMS - slash - SPIP - Subdreamer - TYPO3 - Xaraya - XOOPS - Walnut CMS |